# Чёрная (река, впадает в Чёрное море)
Чёрная (Чоргу́нь; Казыклы́-Озе́нь; укр. Чорна, крымскотат. Çorğuna, Чоргъуна, Qazıqlı Özen, Къазыкълы-Озен) — река на юго-западе Крымского полуострова. Длина 35,0 км, площадь водосборного бассейна 427 км², уклон реки 8,6 м/км, среднемноголетний сток, на гидропосте Хмельницкое, составляет 1,79 м³/сек, у села Родниковское — 1,56 м³/сек. Берёт начало в Байдарской долине, по которой течёт 7,5 км, впадает в Севастопольскую бухту Чёрного моря в районе Инкермана (Севастополь).
4 (16) августа 1855 года у реки Чёрная в ходе крымской войны произошло сражение.

## Описание
Берёт начало из мощного Скельского источника, на восточной окраине села Родниковое. По склонам Байдарской долины находится ряд водотоков, питающих реку в верхней части:
- Узунджа;
- Боса;
- Арманка;
- Бага;
- Байдар.

Западнее села Родниковое на реке, в 1956 году, устроено Чернореченское водохранилище, за которым, ниже впадения реки Уркусты, Чёрная вступает в узкое ущелье длиной около 16 км — Чернореченский каньон. Тут она течёт, сдавленная почти отвесными скалами, и её течение усиливается. Ослабление течения наступает после выхода реки в Инкерманскую долину. Здесь в Чёрную впадает два правых притока, один из которых (Айтодорка) имеет достаточную водоносность, так как его питают источники, а другой (Сухая Речка) — приносит в реку дождевые воды.

Река Чёрная в среднем течении

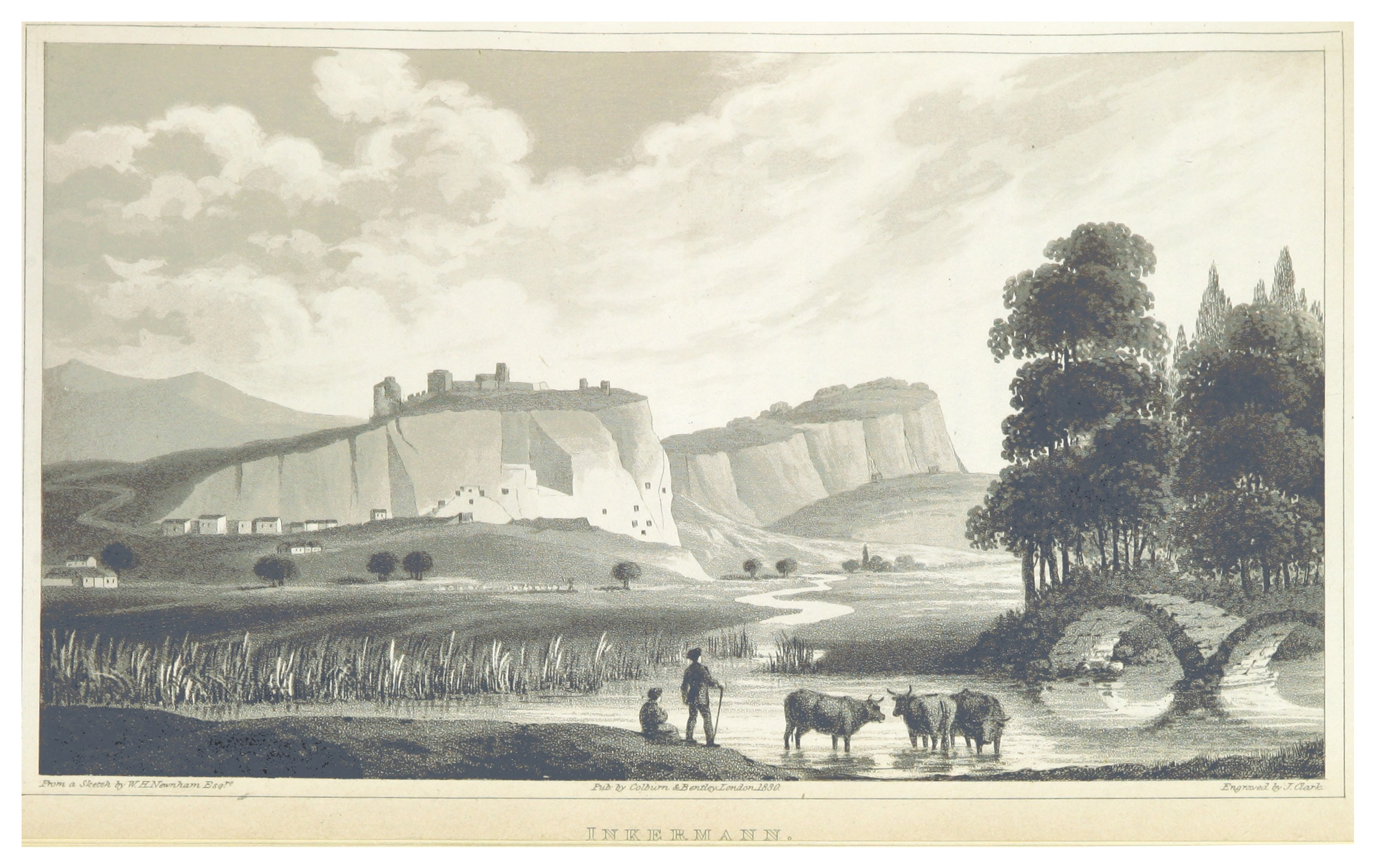
Река Чёрная и Инкерман. 1830 год

При устье реки Чёрной находятся Инкерманский пещерный монастырь и остатки средневекового города Авлита (с крепостью Каламита), бывшего торговым портом княжества Феодоро. В Инкерманской долине во времена Бертье-Делагарда (1880-е годы) через реку имелось 4 брода и построенный к приезду Екатерины двухарочный каменный мост (Трактирный). В 1830-х годах у устья построили деревянный мост с плотиной на почтовой дороге Симферополь — Севастополь и в «полуверсте» выше — ещё один деревянный мост для проезда в монастырь. До этого моста глубина реки составляла от 4 до 9 футов (1,5—2,5 м) и была судоходна для довольно крупных барж гружённых камнем.

## Название
Название Чёрная не имеет отношения к цвету реки, и, видимо, было дано русским населением по созвучию с названием села Чоргун. На карте Герарда Меркатора 1630 года обозначена как Casaklen Flu. Упоминание реки, как Казыклы-Озен, времён Крымского ханства встречается в «Книге путешествий» Эвлии Челеби под 1667 годом. Впервые в русскоязычных источниках река обозначена на карте Шмита 1777 года, но никак не подписана, на карте Фёдора Чёрного 1790 года обозначена, как Кирмень.
Пётр Симон Паллас, в книге «Наблюдения, сделанные во время путешествия по южным наместничествам Русского государства», называл её Биюк-Узень, или Казикли-Узень и лишь на военно-топографической карте генерал-майора Мухина 1817 года, наряду с Биюк-Узень, появляется запись «или Чорная», а на карте 1842 года уже однозначно Чёрная. А. Л. Бертье-Делагард приводил сведения, что на «первых русских картах» река называлась Аккерманка, либо Инкерманка